# Piscina Olímpica da Bahia
A Piscina Olímpica da Bahia (anteriormente referida como Centro Olímpico de Natação da Bahia e Parque Aquático Desportivo da Sudesb) é uma centro esportivo para a prática de esportes aquáticos na cidade de Salvador, capital do estado brasileiro da Bahia. Com padrões internacionais, foi inaugurado em 28 de março de 2016. Localiza-se ao lado da sede da Fundação da Criança e do Adolescente (Fundac), na avenida Bonocô, e possui área total de 12.195,67 metros quadrados.

## História
Devido à demolição da Vila Olímpica da Fonte Nova, na qual se situava a única piscina olímpica do estado, para a construção da Arena Fonte Nova em adequação à Copa do Mundo FIFA de 2014, o projeto do equipamento foi apresentado em 2009 prevendo a entrega em 2011. No entanto, somente foi iniciada a sua construção em 2013, prevendo a entrega para março de 2015, prazo que não foi cumprido. Os atrasos foram atribuídos às exigências internacionais, às questões ambientais para construir ao lado do Estádio de Pituaçu e à dificuldade, então, de encontrar um terreno próximo à Arena Fonte Nova, segundo Bobô, ex-gestor da Superintendência dos Desportos do Estado da Bahia (Sudesb).
As obras de construção foram divididas em três etapas. As duas primeiras somaram 15 milhões de reais e incluíram piscina olímpica de dez raias de dimensões oficiais (25 por 50 metros) e profundidade de três metros, piscina de aquecimento (12,5 por 25 metros) e as instalações técnicas. A terceira etapa será após a inauguração e incluirá estacionamento, banheiros, arquibancada para 500 pessoas, dependências administrativas e vestiários. Chegou a ser anunciada a inauguração para o segundo semestre de 2015, mas a última previsão foi para 30 de março de 2016 com evento da Seleção Brasileira de Nado Sincronizado. O evento de inauguração foi em 28 de março de 2016, véspera do aniversário de Salvador, e contou com a apresentação das desportistas do nado sincronizado antes anunciadas, bem como a instalação de equipamentos provisórios (arquibancadas e vestuários) para a cerimônia. Resta ainda a terceira etapa, sobre a qual não há previsões de quando será licitada.